# Lillie Hitchcock Coit

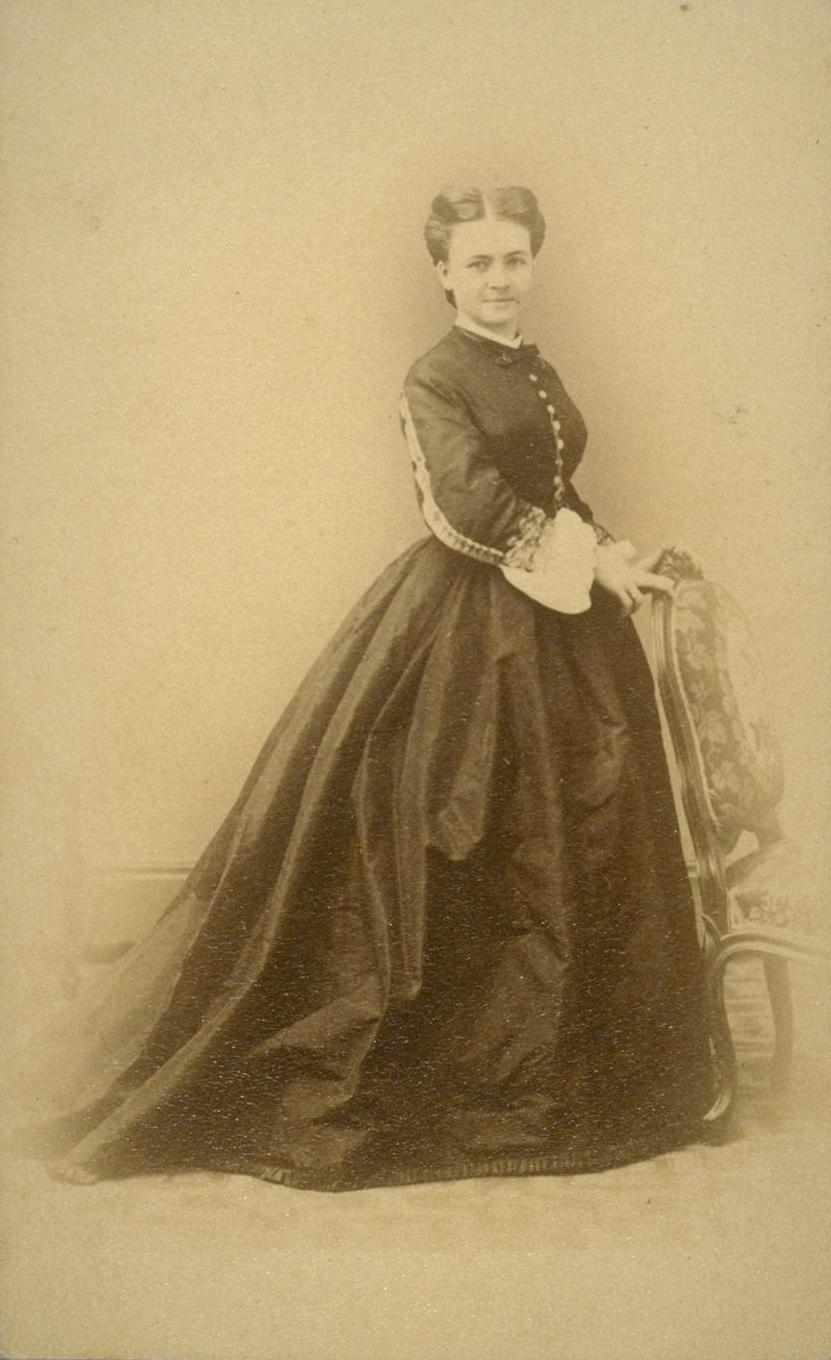
Lillie Hitchcock Coit, 1862

Lillie Hitchcock Coit (ur. 23 sierpnia 1843 w West Point, zm. 22 lipca 1929 w San Francisco) – ochotniczka straży pożarnej i fundatorka wieży Coit Tower w San Francisco.
Lillie Coit była jedną z bardziej ekscentrycznych postaci w historii dzielnic North Beach i Hill Telegraph mieszczących się w północnej części miasta San Francisco, gdzie mieszkała. Paliła cygara, a także nosiła spodnie na długo zanim było to zachowanie społecznie akceptowane dla kobiet. Była hazardzistką i przebierała się za mężczyznę, by uprawiać hazard, gdyż z założenia był on tylko przeznaczony tylko dla mężczyzn. Rzekomo ogoliła głowę na łyso, aby jej peruki lepiej pasowały do przebrań.
Coit miała szczególny stosunek do strażaków miasta. W wieku ośmiu lat została uratowana z płonącego budynku, co wywarło ogromny wpływ na jej życie. Do piętnastego roku życia jeździła wraz z brygadą pożarniczą Knickerbocker Engine Company Number 5 na akcje pożarnicze, a jako dorosła kobieta została mianowana honorowym strażakiem.
Coit jest fundatorką Coit Tower - wieży, która jest jednym z symboli San Francisco. Coit ufundowała też budowę pomnika trzech strażaków na południowo-zachodnim rogu Washington Square Park.